# Merlin's Shop of Mystical Wonders
Merlin's Shop of Mystical Wonders es una película de 1996 protagonizada por Ernest Borgnine. A pesar de lo que el título podría implicar, esto es más una película de terror que una película de fantasía para niños. Borgnine interpreta a un abuelo que le cuenta a su nieto una historia sobre el mago Merlín aperturando una tienda en el actual Estados Unidos. Él le cuenta dos historias separadas sobre Merlín y la tienda.

## Reparto
- Ernest Borgnine: el abuelo
- Mark Hurtado: el nieto

### Primera historia
- George Milan -  Merlin
- Bunny Summers -  Zurella
- John Terrence -  Jonathan Cooper III
- Patricia Sansone -  Madeline Cooper
- Nicholas Noyes -  Nicholas
- Hillary Young - Madre de Nicholas
- Julia Leigh Miller -  empleado de la tienda de antigüedades
- Ben Sussman - Jake Cosgrove
- Randy Chandler -  ladrón
- Richelle Hurtado -  Baby

### The Devil's Gift
- Bob Mendelsohn - David Andrews
- Struan Robertson -  Michael Andrews
- Bruce Parry -  Pete
- Vicki Saputo - Susan
- Madelon Phillips - Adrianne la psíquica
- J. Renee Gilbert - abuela
- Olwen Morgan - Elmira Johnson
- Barry Chandler - hombre en auto
- Ángeles Olazábal - chica en bicicleta

## Producción
El segundo segmento de la película es una versión recortada de The Devil's Gift, una película de 1984 hecha por el mismo director.